# Arbeitszeitgesetz (Österreich)
Das Arbeitszeitgesetz reglementiert die Arbeitszeiten der Arbeitnehmer. Die Ergänzung für die Ruhezeiten ist das Arbeitsruhegesetz.
Im Juli 2018 wurde von der Bundesregierung Kurz I ein neues Arbeitszeitgesetz trotz massiver Proteste von Gewerkschaft und SPÖ beschlossen. Unter anderem wurde die Tageshöchstarbeitszeit von 10 auf 12 Stunden erhöht, wobei ein 12-Stundenarbeitstag bereits bisher möglich war, jedoch nur mit Betriebsratszustimmung (Betriebsvereinbarung). Durch diese neue Tageshöchstarbeitszeit rückt Österreich nun ins EU-Mittelfeld.